# Huhkosaari
Huhkosaari är en ö i Finland. Den ligger i vattendraget Kumo älv och i kommunen Vittis i den ekonomiska regionen  Björneborgs ekonomiska region  och landskapet Satakunta, i den sydvästra delen av landet, 170 km nordväst om huvudstaden Helsingfors. Öns area är 0,6 hektar och dess största längd är 160 meter i öst-västlig riktning.